# Mario Ćuže
Mario Ćuže, né le 24 avril 1999 à Metković en Croatie, est un footballeur croate qui évolue au poste d'avant-centre.

## Biographie

### En club
Natif de Metković en Croatie, Mario Ćuže est formé par le Dinamo Zagreb.
En 2019, il est prêté au NK Istra 1961, club de première division croate. Il joue son premier match en professionnel avec ce club, le 26 juillet 2016, face à l'Inter Zaprešić, en championnat. Titulaire au poste d'ailier gauche ce jour-là, il se fait remarquer en réalisant un doublé, permettant à son équipe de remporter la partie (0-2). Le 3 août suivant, pour son deuxième match seulement, Ćuže donne à nouveau la victoire à son équipe en championnat, face au NK Varaždin, en signant un triplé, son équipe s'imposant donc sur le score de trois buts à un.
Il devient Champion de Croatie en 2020, le club étant sacré officiellement pour la 21e fois à l'issue de la 30e journée.
Prêté en août 2020 au Lokomotiva Zagreb pour une saison, Mario Ćuže fait finalement son retour au Dinamo dès le mois d'octobre.
Le 13 juin 2022, Mario Ćuže est prêté pour une saison au Zrinjski Mostar.

### En sélection
Mario Ćuže reçoit sa première sélection avec l'équipe de Croatie espoirs le 5 septembre 2019, face aux Émirats arabes unis en match amical. Il est titularisé ce jour-là, et son équipe s'impose sur le score de trois buts à zéro. Le 11 octobre 2019, il délivre sa première passe décisive avec les espoirs, lors d'une rencontre amicale face à la Hongrie (victoire 1-4).

## Palmarès
Dinamo Zagreb
- Championnat de Croatie (1) :
  - Champion : 2019-20.